# Ousmane Sembène
Ousmane Sembène (1 ianuarie 1923 – 9 iunie 2007) este considerat "părintele filmului african", primul film al Africii negre fiind "La Négresse". 
Descendent dintr-o familie Serer, prin mama sa, pe linia Matar Sène, Ousmane Sembène a fost deosebit de atras de  festivalurile religioase Serer, mai ales de Tuur festival.

## Primii ani
Fiul unui pescar, Ousmane Sembène s-a născut în Ziguinchor în Casamance într-o familie Lebou . Din copilărie Sembène a fost expus religiei Serer, mai ales la Tuur festival, în care el a fost făcut slujitor de cult. Deși Tuur cere ofrande de lapte covăsit pentru spiritele ancestrale (Pangool), Sembène nu a luat responsabilitatea lui ca slujitor de cult în serios și a fost cunoscut pentru consumul ofrandelor făcute strămoșilor. Unele dintre operele sale adulte se bazează pe teme Serer. Bunica lui din partea mamei l-a crescut și l-a influențat foarte mult. Femeile joacă un rol major în operele sale.
Sembène dobândește cunoștințe de limba franceză și de arabă, pe lângă wolof, limba lui maternă, într-o  școală de tip  madrasa, destinată băieților islamici și într-o școală franceză până în 1936, când a avut o ciocnire cu directorul. El a lucrat cu tatăl său — era predispus la rău de mare — până în 1938, apoi s-a mutat la Dakar, unde a lucrat cu ziua.
În 1944, Sembène a fost înrolat în corpul senegalez de tiraliori al Armatei Franceze. Apoi a trecut la Forțele Franceze Libere. După război, el s-a întors în țara sa de origine și în 1947 a participat la o lungă grevă a feroviarilor pe care mai târziu el și-a bazat  romanul Bucățile de lemn ale lui Dumnezeu.
Mai târziu, în 1947, în Franța, unde a lucrat la fabrica Citroën din Paris și apoi, în docuri, la Marsilia, devenind activ în mișcărea sindicală franceză. El s-a alăturat sindicatului procomunist CGT și Partidului Comunist, ajutând să conducă o grevă pentru a împiedica livrarea de arme pentru Războiul colonial francez din Vietnam. În acest timp, el l-a descoperit pe scriitorul inițiator al mișcării Harlem Renaissance, Claude McKay și pe scriitorul haitian marxist Jacques Roumain.

## Debutul carierei literare
Sembène a transpus multe dintre aceste experiențe în primul său roman de limba franceză, Le Docker Noir (Negru Docker, 1956), povestea lui Diaw, un docher african  care se confruntă cu rasismul și maltratarea din docurile din Marsilia. Diaw scrie un roman, care mai târziu este furat de o femeie albă și publicat sub numele ei; el are o confruntare cu ea, o ucide accidental și este judecat și executat în scene care amintesc de Albert Camus cu al său Străinul . Deși cartea se concentrează în special asupra maltratării imigranților africani, Sembène dă, de asemenea, detalii despre oprimarea muncitorilor arabi și spanioli, arătând clar că problemele sunt în aceeași măsură economice și rasiale. Ca toate ficțiunile sale, romanul este scris în modul realismului social. Mulți critici consideră azi cartea oarecum eronată; cu toate acestea, ea a însemnat începutul  reputației literare a lui Sembène și i-a oferit sprijin financiar pentru a continua să scrie.
Al doilea roman al lui Sembène, O Pays, mon beau peuple! (Oh țară, poporul meu frumos!, 1957), spune povestea lui Oumar, un fermier negru ambițios care se întoarce în ținutul său natal, Casamance, cu o soție albă și idei pentru modernizarea practicilor agricole din zonă . Cu toate acestea, Oumar luptă atât împotriva guvernului colonial alb, cât și împotriva ordinii sociale din satul lui, și este în cele din urmă ucis. O Pays, mon beau peuple! a fost un succes internațional, oferindu-i lui Sembène invitații din întreaga lume, în special din țări comuniste precum China, Cuba sau Uniunea Sovietică.
Cel de-al treilea și cel mai faimos roman a lui Sembène este Les Bouts de Bois de Dieu ( Bucățile de lemn ale lui Dumnezeu, 1960) ; majoritatea criticilor consideră că este capodopera lui, rivalizat doar de Xala. Romanul este o ficțiune ce are la bază evenimentele legate de o grevă a feroviarilor pe de pe linia Dakar-Niger, care a durat din 1947 până în 1948. Deși carismaticul și strălucitorul purtător de cuvânt al sindicatului, Ibrahima Bakayoko, este o figură centrală, romanul nu are niciun erou adevărat, cu excepția comunității în sine, care se unește în fața opresiunii pentru a-și afirma drepturile. În consecință, romanul prezintă aproape cincizeci de caractere atât în Senegal cât și în țara vecină, Mali, descriind greva din toate unghiurile posibile; în acest sens, romanul este adesea comparat cu romanul Germinal al lui Émile Zola.
Între 1962-1963, Sembène a studiat regie de film timp de un an la Studiourile de Film Gorki din Moscova, sub îndrumarea regizorului Mark Donskoi.

## Cariera literară ulterioară
Sembène a continuat pe temele sale faorite cu romanul care ne spune povestea unui El Hadji Abdou Kader BeyeXala, un bogat om de afaceri lovit de ceea ce el consideră blestemul impotenței (''xala'' în Wolof) în chiar noaptea nunții cu cea de-a treia soție, o splendidă femeie tânără.1973 this theme with the 1973 novel Xala, the story of an El Hadji Abdou Kader Beye, a rich businessman struck by what he believes to be a curse of impotence ("xala" in Wolof) on the night of his wedding to his beautiful, young third wife. El Hadji este tot mai obsedat să scape de blestem și face vizite dese vrăjitorilor marabout, dar abia după ce își cheltuiește mai toți banii și își pierde reputația descoperă că originea blestemului era cerșetorul de lângă biroul său, pe care el l-a nenorocit ca să strângă el avere. 
Le Dernier de l’empire (Ultimul din imperiu,1981), ultimul roman al lui Sembène descrie corupția și o lovitură de stat militară într-o țară africană devenită recent independentă.

## Film
Sembène a realizat că aceste cărți ale sale ajung doar la elite, și că pentru a ajunge la masele africane trebuie să facă filme.
În 1963, Sembène a produs primul său film, un scurt metraj, numit Barom Sarret (Vagonetistul). In 1964 face un alt scurt metraj, Niaye. În 1966 a produs primul film de ficțiune, La Noire de..., bazat pe una din schițele sale. A fost primul film artistic al Africii Negre. Al său Mandabi a fost primul film în limba sa maternă, woolof.
In 1977 film său Ceddo (așa se chema casa sa pe care a construit-o singur) a fost interzis în Senegal de  însuși Léopold Sédar Senghor, cel mai cunoscut senegalez.  

## Sfârșitul
Ousmane Sembène a murit în casa sa din Dakkar, la 9 iunie 2007, la vârsta de 84 de ani, înfășurat într-un giulgiu ornat cu versuri din Coran.  Sembène a avut trei fii din două căsătorii.

## Opera

### Cărți
- Le Docker noir (novel) – Paris: Debresse, 1956; new edition Présence Africaine, 2002; trans. as The Black Docker, London: Heinemann, 1987.
- O Pays, mon beau peuple! (novel) – 1957
- Les bouts de bois de Dieu (novel) – 1960; trans. as God's Bits of Wood, London: Heinemann, 1995.
- Voltaïque (short stories) – Paris: Présence Africaine, 1962; trans. as Tribal Scars, Washington: INSCAPE, 1975.
- L’Harmattan (novel) – Paris: Présence Africaine, 1964.
- Le mandat, précédé de Vehi-Ciosane – Paris: Presence Africaine, 1966; trans. as The Money-Order with White Genesis, London: Heinemann, 1987.
- Xala, Paris: Présence Africaine, 1973.
- Le dernier de l'Empire (novel) – L'Harmattan, 1981; trans. as The Last of the Empire, London: Heinemann, 1983; "a key to Senegalese politics" – Werner Glinga.
- Niiwam – Paris: Presence Africaine, 1987; trans. as Niiwam and Taaw: Two Novellas (Oxford and Portsmouth, N.H.: Heinemann, 1992).

### Filmografie
- Borom Sarret (1963)
- Niaye (1964)
- La noire de... (1966)
- Mandabi (1968)
- Emitaï (1971)
- Xala (1975)
- Ceddo (1977)
- Camp de Thiaroye (1988)
- Guelwaar (1992)
- Faat Kiné (2000)
- Moolaadé (2004)